# Kloster Metten

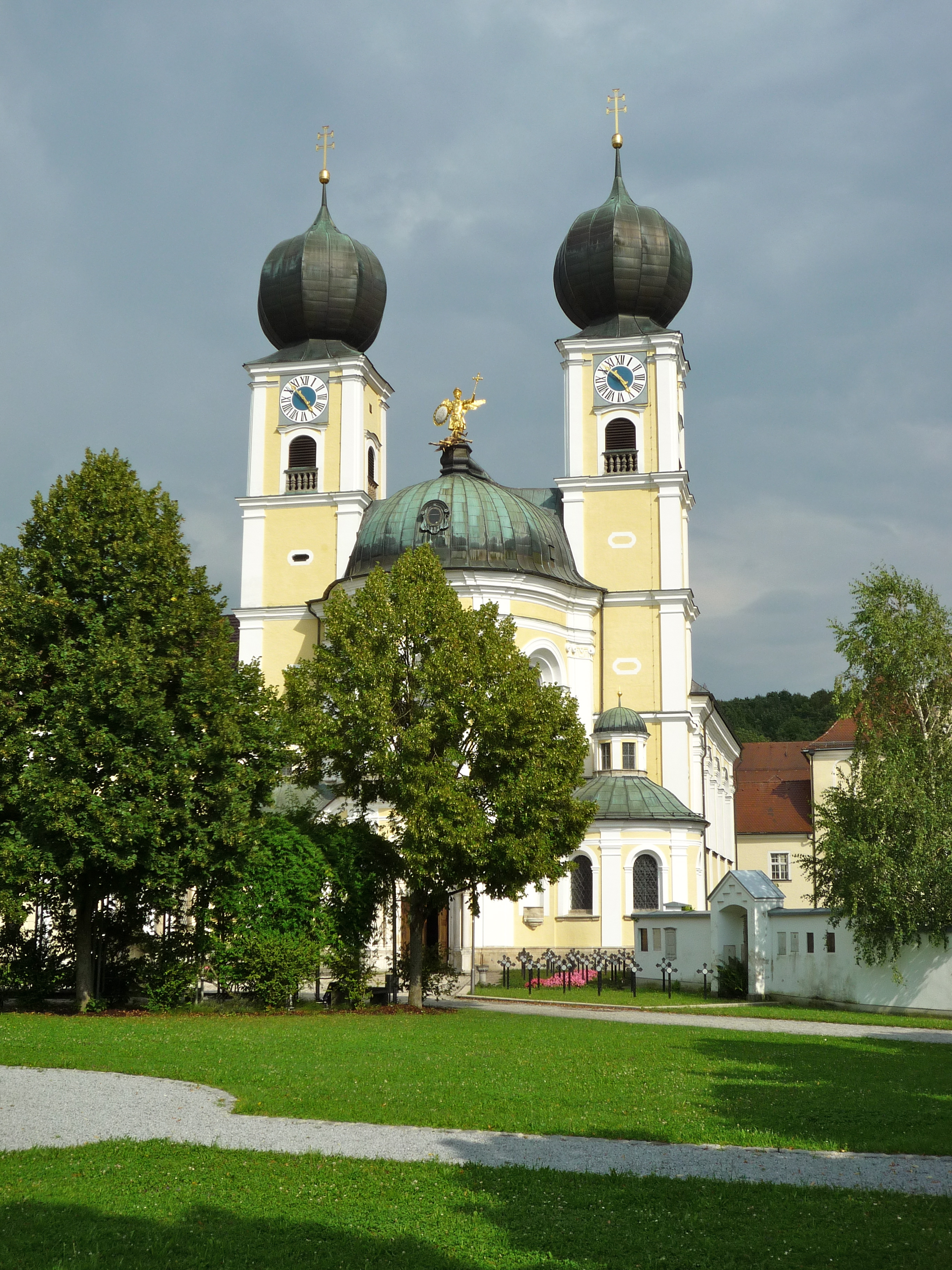
Die Abteikirche St. Michael

Das römisch-katholische Kloster Metten ist eine Benediktinerabtei (Abtei zum heiligen Erzengel Michael) in Metten in Niederbayern. Sie liegt in der Diözese Regensburg und gehört seit 1858 zur Bayerischen Benediktinerkongregation. Nach der Säkularisation nahm ab 1830 die Wiederbelebung der bayerischen Benediktinerklöster von Metten ihren Ausgang, ebenso die Begründung des Mönchtums in den USA.
Metten befindet sich zwischen den Ausläufern des Bayerischen Waldes und dem Donautal, nahe Deggendorf. Das Kloster betreibt ein Gymnasium sowie verschiedene Handwerksbetriebe (z. B. Wäscherei, Elektrizitätswerk, Schreinerei, Schlosserei, Klostergärtnerei). Durch die Verehrung des heiligen Benedikt von Nursia im Kloster Metten verbreitete sich der Benediktussegen.

## Geschichte

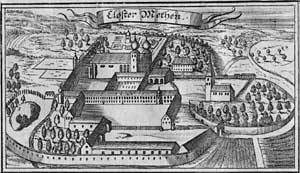
Stich des Klosters aus dem „Churbaierischen Atlas“ des Anton Wilhelm Ertl, 1687

Die Abtei Metten gehört zu den bayerischen Urklöstern. Sie wurde um das Jahr 766 durch den Edlen Gamelbert, Priester und Grundherr im nahen Michaelsbuch, gegründet. An der Gründung des Klosters war wohl auch der Agilolfingerherzog Tassilo III. beteiligt. Meist vermutet man, dass die ersten Mönche aus dem Kloster Reichenau kamen, doch lässt sich diese Annahme nicht sicher beweisen. Erster Abt des Klosters wurde Utto, ein Verwandter Gamelberts. Der spätere Kaiser Karl der Große, den die spätere Legende zum Stifter des Klosters stilisierte, verlieh Kloster Metten 792 königlichen Schutz und Immunität. Außerdem vermehrte er den Grundbesitz des Klosters. Der Besitz und die Rechte des Klosters wurden 837 durch Kaiser Ludwig den Frommen bestätigt. Sein Sohn, König Ludwig der Deutsche, garantierte 850 dem Kloster das Privileg der freien Abtswahl. Aufgabe der Mönche von Kloster Metten war von Anfang an die Kolonisation des Bayerischen Waldes.
Von den Ungarnstürmen des 10. Jahrhunderts war das Kloster Metten zwar weniger betroffen als die benachbarte Abtei Niederaltaich, doch traten in dieser Zeit Kanoniker (in Gemeinschaft lebende Weltpriester) an die Stelle der Mönche. Die Kanoniker wurden 1157 von Herzog Heinrich II. (Jasomirgott) nach Kloster Pfaffenmünster bei Straubing versetzt und Kloster Metten mit Benediktinern der Hirsauer Observanz personell neu ausgestattet. Nach dem Aussterben der Babenberger 1246 bemühte sich die Benediktinerabtei ohne Erfolg, die Reichsunmittelbarkeit zu erlangen; schließlich fielen die Vogteirechte über das Kloster an die bayerischen Wittelsbacher. Metten wurde zum landständischen Prälatenkloster. Neben der Rodungsarbeit im Bayerischen Grenzland widmeten sich die Mönche nun verstärkt der Erziehung und dem Unterricht. Abt Andreas erlangte auf dem Konzil von Basel 1439 für sich und seine Nachfolger das Recht zum Gebrauch der Pontifikalien. Im Spätmittelalter stand das Kloster unter dem Einfluss der Kastler und Melker Reform.
Nach den Wirren des Reformationszeitalters wurde das Kloster durch den aus der Abtei St. Emmeram (Regensburg) nach Metten berufenen Abt Johannes II. Nablas geistlich und wirtschaftlich auf eine solide Grundlage gestellt. Mettener Mönche wirkten im 18. Jahrhundert nicht nur als Lehrer an der Musikschule des Klosters, sondern waren auch Mitglieder der Bayerischen Akademie der Wissenschaften in München und Professoren der Philosophie und Theologie in Freising und Salzburg. Bei der Säkularisation 1803 wurde der Klosterbesitz eingezogen und im Lauf der folgenden Jahre sukzessive versteigert.

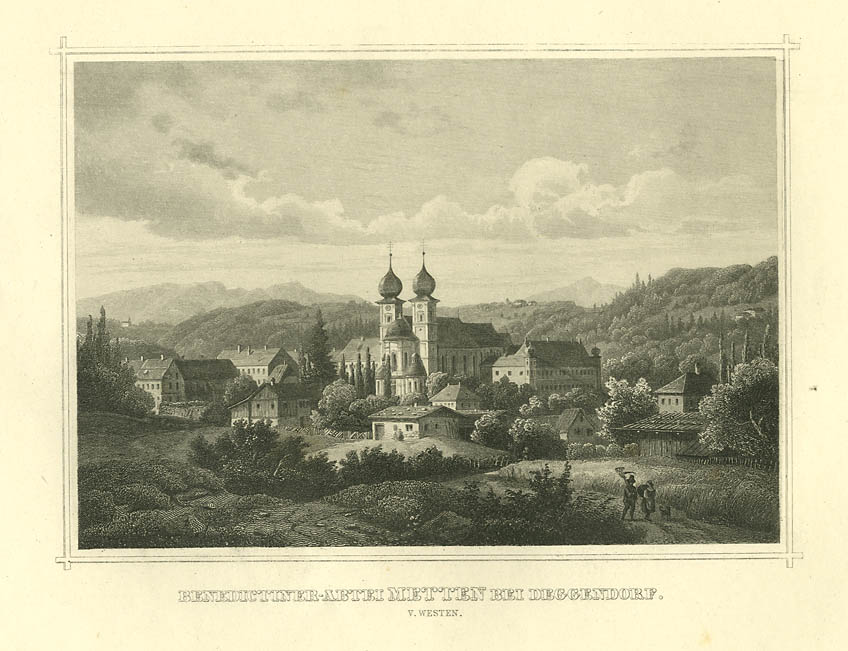
Kloster Metten im 19. Jh. (Stahlstich aus: Das Königreich Bayern. Seine Denkwürdigkeiten und Schönheiten, München, 1879/1881)

Johann von Pronath, Schlossherr im nahen Offenberg, erwarb im Laufe der Jahre den größten Teil des ehemaligen Klosters und erreichte, dass das Kloster durch König Ludwig I. am 1. Juni 1830 als erstes Benediktinerkloster nach der Säkularisation wiedererrichtet wurde. Nach den schwierigen und mühevollen Jahren des Neuanfangs wurde Metten 1840 wieder zur Abtei erhoben. Aus der 1837 errichteten Lateinschule entwickelte sich im Jahre 1847 ein Gymnasium mit Internat. Von Metten aus wurden 1838 das Kloster Scheyern, 1842 das Kloster Weltenburg, 1846 das Kloster Andechs und 1850 in München die Abtei St. Bonifaz wieder aufgebaut. Auch die Wiedererrichtung von Kloster Niederaltaich erfolgte 1918 von Metten aus.
Im Jahr 1846 ging P. Bonifaz Wimmer OSB von Metten nach Nordamerika, um sich hier der Seelsorge unter den katholischen deutschen Einwanderern zu widmen. Hier gründete er mit der Erzabtei St. Vincent das erste Benediktinerkloster in den Vereinigten Staaten von Amerika.
Die Abtei Metten nahm 1858 die Wiedererrichtung der Bayerischen Benediktinerkongregation in Angriff, obwohl das alte Kloster vor der Säkularisation 1803 aus Rücksicht auf den Bischof von Regensburg einen Beitritt zur Kongregation stets abgelehnt hatte. Der Mettener Abt Utto Lang wurde zum ersten Präses der Kongregation gewählt (1858–1870).

## Kunst und Kultur

### Abteikirche St. Michael

#### Geschichte und Ausstattung

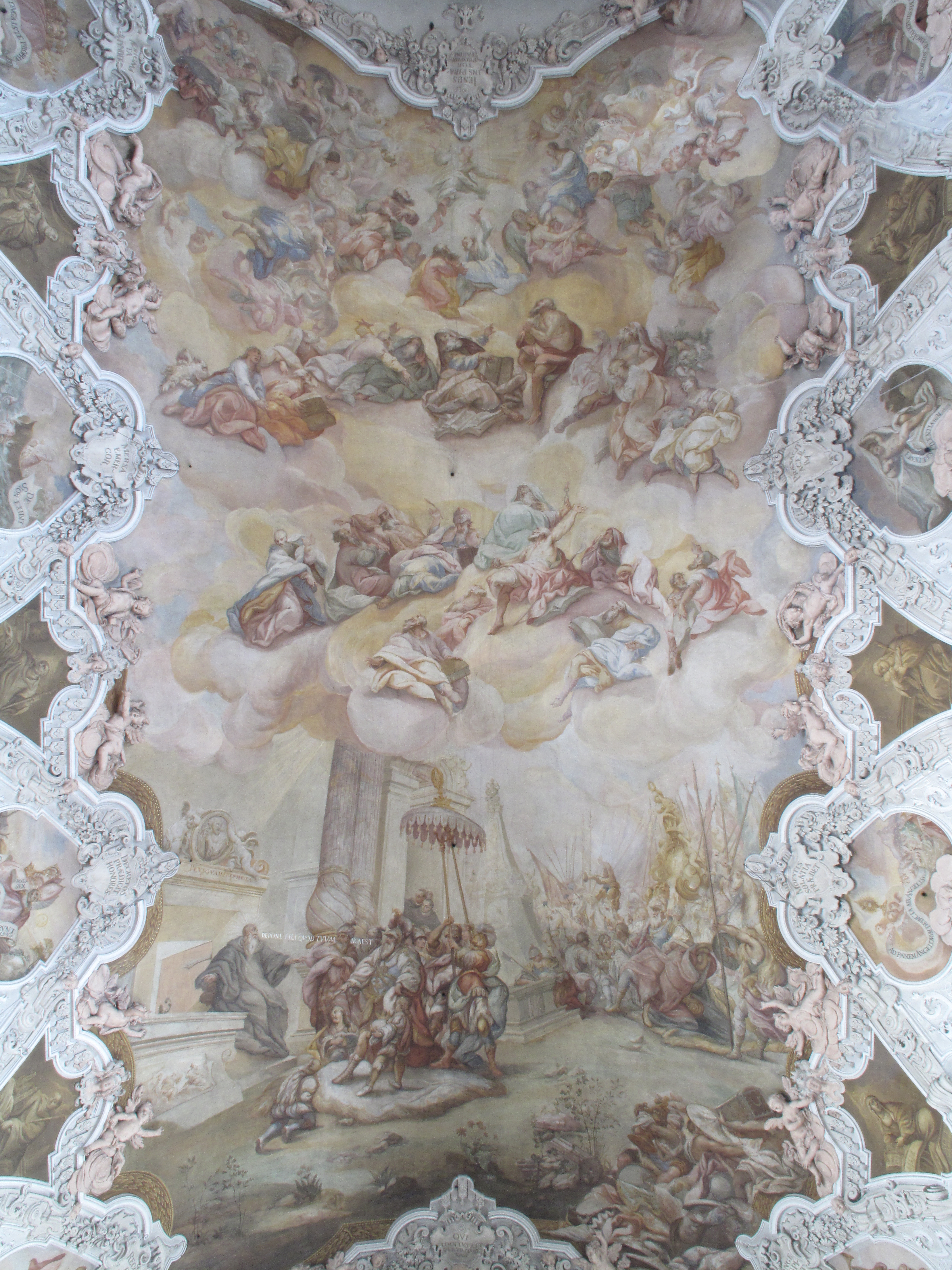
Deckenfresko

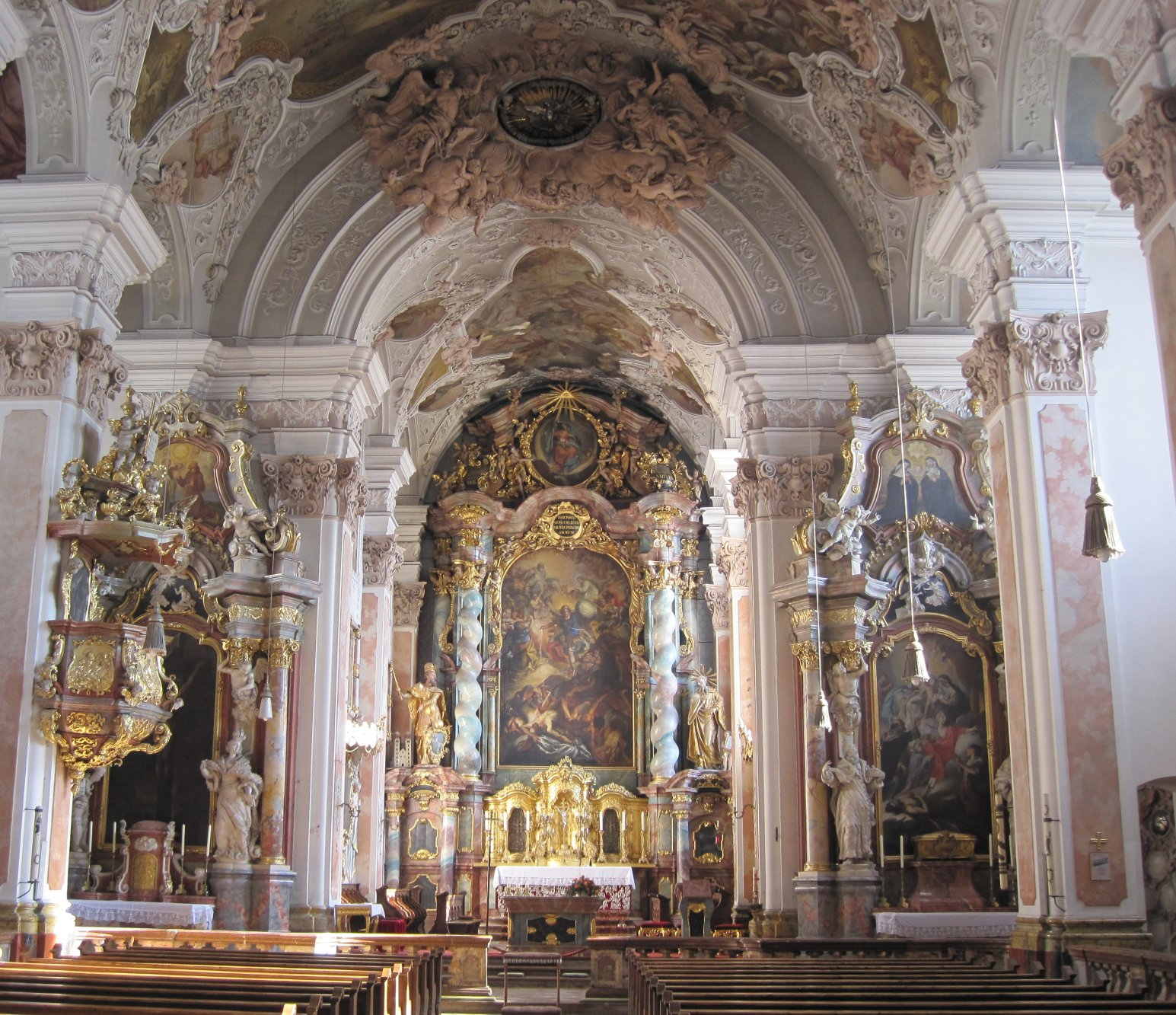
Blick durch das Langhaus zum Chor

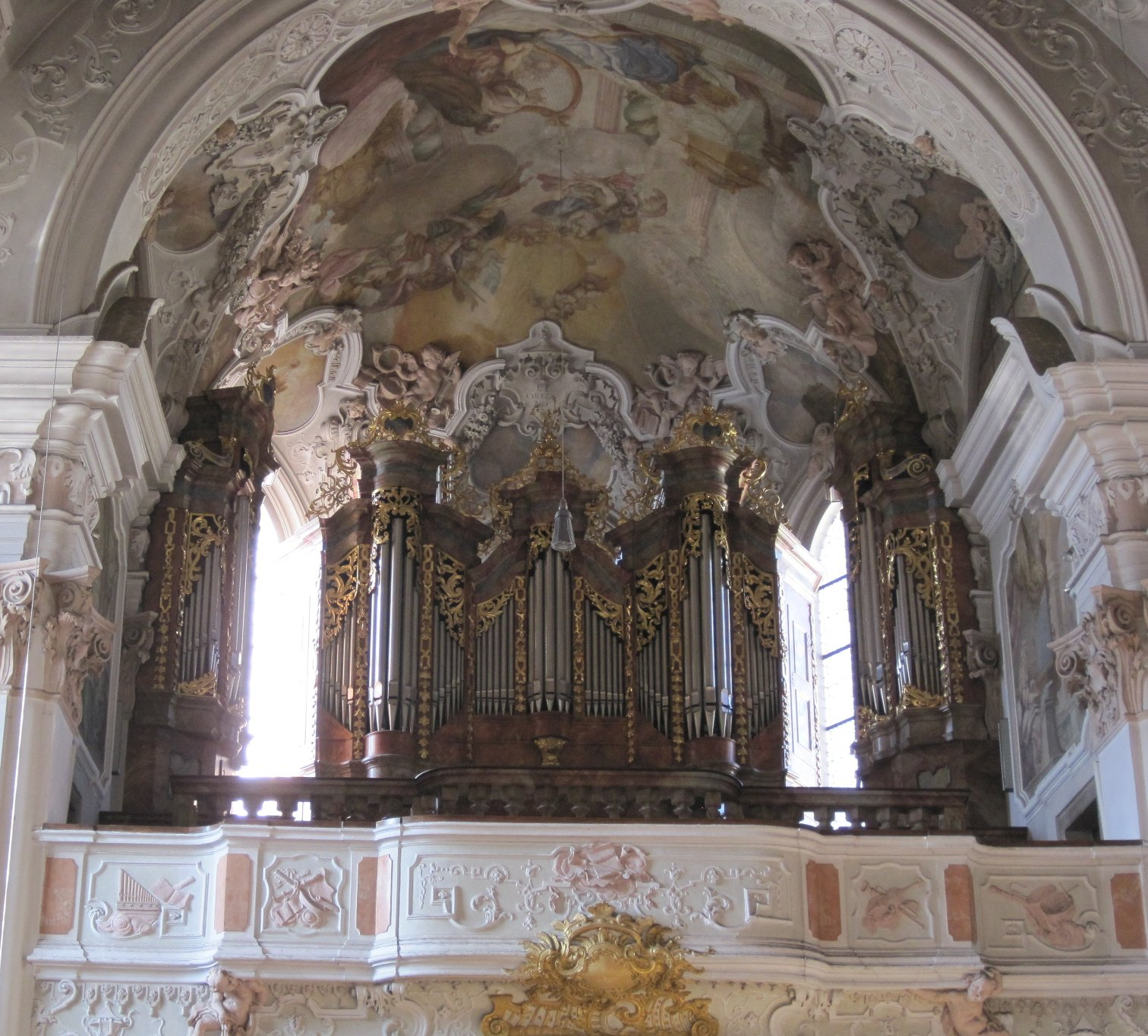
Orgel

Auf den Bau aus der Karolingerzeit folgte im 15. Jahrhundert eine gotische Hallenkirche. Von ihr hat sich der Chor erhalten. 1712 bis 1729 wurde die Kirche unter Abt Roman II. Märkl nach Plänen von Jakob Ruesch barockisiert. Der lange gotische Chor wurde verkürzt, indem man den Hauptaltar in der Mitte des Raumes erhöhte. Hinter der Altarwand fanden nun die Sakristei und der darüber liegende Mönchschor Platz. Das Kirchenschiff wurde verbreitert und zu einem vierjochigen Wandpfeilersaal umgebaut. Zwischen den beiden Zwiebeltürmen im Westen wurde ein halbrunder Vorbau mit Eingangshalle und darüber befindlicher Orgelempore errichtet. Den mit einer Halbkuppel schließenden Vorbau flankieren zwei ovale Kapellen. Das Westportal von 1724 trägt das Wappen des Klosters und des Abtes Roman II.
Das Innere wurde 1722 von Franz Josef Holzinger mit Stuck ausgestattet. Die Fresken von Wolfgang Andreas Heindl zeigen in der Vorhalle die Klostergründung, im Langhaus die Begegnung Totilas mit Benedikt von Nursia und im Chor Christus vor seiner Aussendung zum Heilswerk. Der Hochaltar von Jakob Schöpf aus dem Jahr 1713 trägt ein Gemälde von Cosmas Damian Asam, das den Erzengel Michael zeigt (um 1715). Von Asam stammt auch das Bild des Rosenkranz-Altares (um 1726–1730). Das Bild des Benedictus-Altares schuf der Münchner Hofmaler Christian Wink (1778), der im Auftrag des Klosters auch in den benachbarten Kirchen in Loh und Rettenbach tätig war. Die Bilder der übrigen Altäre stammen von dem Regensburger Maler Martin Speer (Kreuzigung, Steinigung des Stephanus, Marter des Sebastian, Schlüsselübergabe an Petrus). Die Kanzel stammt vermutlich von Franz Josef Holzinger (um 1725).
Die fünf Kirchenglocken wurden im Jahr 1948 von der Gießerei Rudolf Oberascher in München gegossen. Die große Michaelsglocke befindet sich im Nordturm, die vier kleineren im Südturm. Weil die große Glocke einen halben Ton zu hoch aus dem Guss kam, ergibt sich die ungewöhnliche Tonfolge h°-cis'-dis'-eis'-gis'.

#### Orgel
Die Orgel der Abteikirche wurde 1989 von der Orgelbaufirma Sandtner (Dillingen) erbaut. Das rein mechanische Instrument hat 43 Register auf drei Manualen und Pedal. Der Prospekt stammt noch von der Orgel von Johann Konrad Brandenstein aus dem Jahre 1726.
| I Hauptwerk C–a3 |                |       |
| 1.               | Bourdon        | 16′   |
| 2.               | Prinzipal      | 8′    |
| 3.               | Copula         | 8′    |
| 4.               | Viola da Gamba | 8′    |
| 5.               | Oktave         | 4′    |
| 6.               | Blockflöte     | 4′    |
| 7.               | Quinte         | 2 ⁄3′ |
| 8.               | Superoktave    | 2′    |
| 9.               | Mixtur V       | 2′    |
| 10.              | Comet V        | 8′    |
| 11.              | Fagott         | 16′   |
| 12.              | Trompette      | 8′    |
| 13.              | Clairon        | 4′    |

| II Positiv C–a3 |                  |        |
| 14.             | Prinzipal        | 8′     |
| 15.             | Rohrflöte        | 8′     |
| 16.             | Quintade         | 8′     |
| 17.             | Oktave           | 4′     |
| 18.             | Spitzflöte       | 4′     |
| 19.             | Nazard           | 2 ⁄3′  |
| 20.             | Quarte de Nazard | 2′     |
| 21.             | Tierce           | 1 3⁄5′ |
| 22.             | Larigot          | 1 ⁄3′  |
| 23.             | Fourniture IV    | 1 ⁄3′  |
| 24.             | Cromorne         | 8′     |
|                 | Tremulant        |        |

| III Recit expressif C–a3 |                  |       |
| 25.                      | Flauta           | 8′    |
| 26.                      | Salicional       | 8′    |
| 27.                      | Voix céleste     | 8′    |
| 28.                      | Prestant         | 4′    |
| 29.                      | Flûte octaviante | 4′    |
| 30.                      | Octavin          | 2′    |
| 31.                      | Plein Jeu IV-V   | 2 ⁄3′ |
| 32.                      | Cornet III       | 2 ⁄3′ |
| 33.                      | Trompette harm.  | 8′    |
| 34.                      | Hautbois         | 8′    |
|                          | Tremulant        |       |

| Pedal C–f1 |               |         |
| 35.        | Prinzipal     | 16′     |
| 36.        | Subbaß        | 16′     |
| 37.        | Quinte        | 10 2⁄3′ |
| 38.        | Oktavbaß      | 8′      |
| 39.        | Gedecktbaß    | 8′      |
| 40.        | Choralbaß     | 4′      |
| 41.        | Hintersatz IV | 2 ⁄3′   |
| 42.        | Posaune       | 16′     |
| 43.        | Trompete      | 8′      |

- Koppeln
  - Normalkoppeln: II/I, III/I, III/II; I/P, II/P, III/P

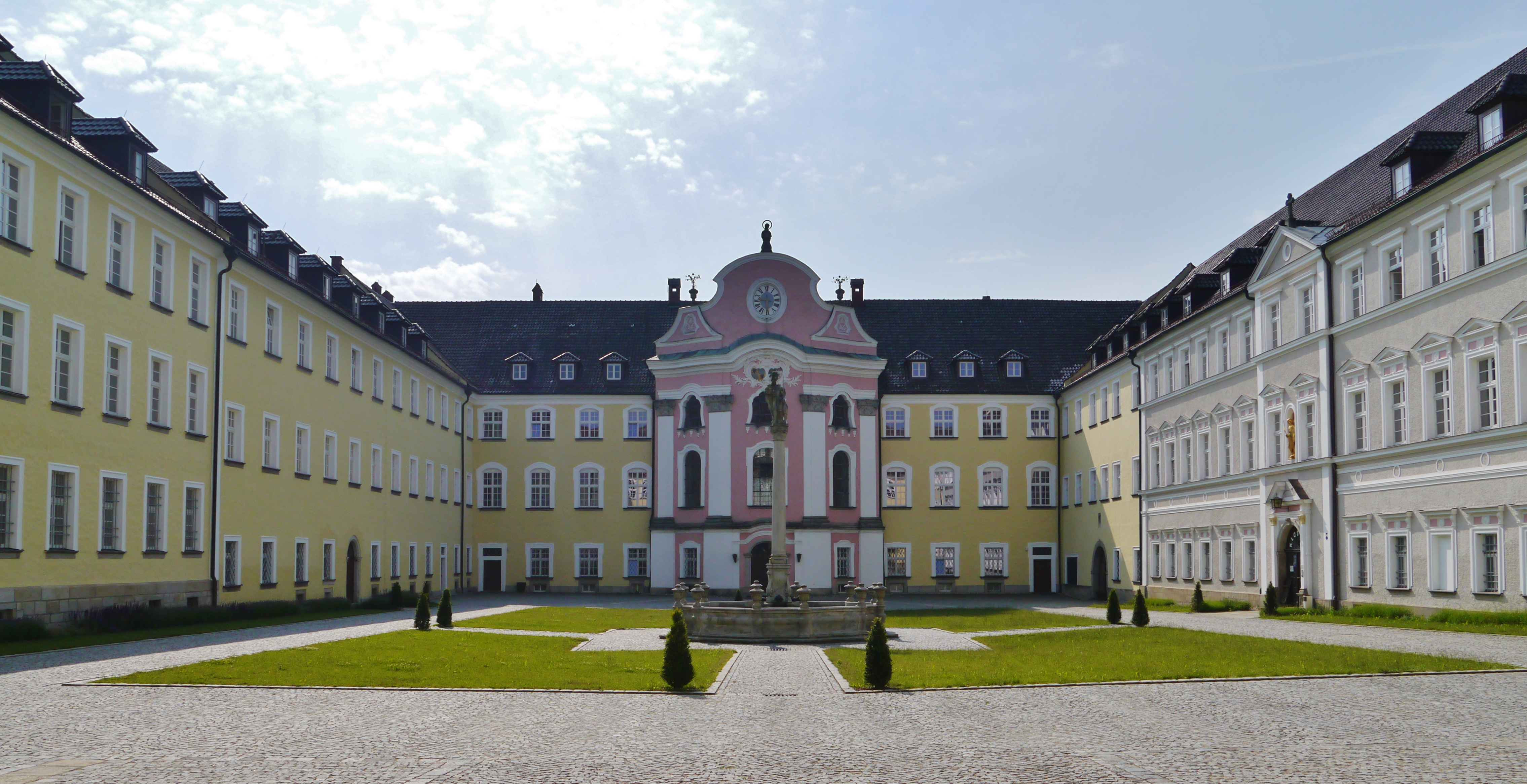
Innenhof des Klosters. Hinten der Risalit des Festsaalbaus

  - Superoktavkoppeln: III/P

### Klostergebäude
Die im Laufe der Jahrhunderte entstandenen Klostergebäude umschließen im Norden und Osten der Kirche mehrere Innenhöfe.

Den ältesten Teil bildet das Geviert mit dem Kreuzgang an der Nordseite der Kirche. Im Obergeschoss des östlichen Flügels befindet sich der schlichte Kapitelsaal. In die renovierten Räume im Erdgeschoss des Westflügels wurde 1997 die moderne Benediktuskapelle eingebaut. Die Ausstattung der Kapelle schuf der Künstler Joseph Michael Neustifter.
Im Osten des Kreuzgangs liegt der im frühen 17. Jahrhundert entstandene dreiflügelige Konventbau mit den Zellen der Mönche. Er bildet einen Hof um den Chor der Kirche. Das zweite Obergeschoss wurde erst mit dem gestiegenen Raumbedarf des wachsenden Konventes im 19. Jahrhundert aufgesetzt. Im Erdgeschoss des Nordflügels liegt das Refektorium, das in den 1930er-Jahren umgestaltet wurde. Im Flur vor dem Refektorium fand das granitene Hochgrab des seligen Utto aus dem 14. Jahrhundert Aufstellung. Das Grabmal stand bis 1646 vor dem Hochaltar der Klosterkirche. Im Erdgeschoss des Ostflügels befindet sich die berühmte Klosterbibliothek.
Im Norden von Kreuzgang und Konventbau schließt sich in der ganzen Tiefe des Gebäudekomplexes der große Klosterhof an. Seine Anlage stammt zwar aus der Barockzeit, seine heutige repräsentative Gestalt erhielt er aber erst durch Neubauten und Aufstockungen im 19. Jahrhundert. Die Ostseite des Hofes bildet der barocke Bau mit dem Festsaal aus dem 18. Jahrhundert. Der östliche Teil des Nordflügels enthält das ehemalige Brauhaus aus der Barockzeit. Die Gebäude um den großen Klosterhof beherbergt heute das Abtei-Gymnasium. Im Hof steht der Karlsbrunnen mit einer Figur Karls des Großen aus dem 18. Jahrhundert.
Im Norden des großen Klosterhofes bilden die ehemaligen Ökonomiegebäude aus dem 17. Jahrhundert einen weiteren Hof, der heute im Osten durch die kleine Turnhalle der Schule geschlossen wird. Östlich davon liegt die große Turnhalle.

### Bibliothek
Das Prunkstück des Klosters ist die barocke Klosterbibliothek im Ostflügel des Konventbaus. Der lange zweischiffige Saal aus dem 17. Jahrhundert wurde 1722–1726 unter Abt Roman II. Märkel in einen Hauptraum mit zwei flankierenden Nebenräumen (im Verhältnis 2 : 3 : 2) unterteilt und prunkvoll ausgestattet. Der Stuck stammt wie in der Klosterkirche von Franz Josef Holzinger. Die Deckengemälde schuf Innozenz Anton Warathy, mit dem Holzinger auch bei der Ausstattung der Klosterkirche in Vornbach zusammenarbeitete.
Das Eingangsportal mit den flankierenden Allegorien von Glaube und Wissenschaft, bekrönender Christusbüste und programmatischer Inschrift deutet die Bibliothek als Tempel der (göttlichen) Weisheit. Die Gewölbe des Raumes werden von eindrucksvoll gestalteten Paaren von Atlanten im Hauptsaal bzw. Engeln in den Nebenräumen getragen. Den Deckenfresken liegt ein theologisch-dogmatisches Programm zugrunde, das gegen die Frühaufklärung Stellung bezieht: Vorrang von Glaube, Frömmigkeit und Offenbarung vor der Vernunft und den weltlichen Wissenschaften. Zugleich stehen die vierzehn Deckenfresken in programmatischem Bezug zu den (ursprünglich) darunter aufgestellten Büchern: z. B. Evangelisten als Hinweis auf Bibeltexte und Bibelkommentare, die vier abendländischen Kirchenlehrer für Texte der Kirchenväter, der heilige Benedikt beim Abfassen der Regel etc.
Die Bibliothek steht für Besichtigungen offen. Mit einem geschätzten Bestand von 200.000 Bänden aus den Bereichen Theologie, Philologie und Geschichte gehört sie heute zu den größten Klosterbibliotheken in Bayern.

### Festsaal
Der barocke Festsaalbau bildet den Ostflügel des großen Klosterhofes. Er wurde ab 1734 von Benedikt Schöttl und dessen Sohn Frater Albert errichtet. Wegen einer Bauunterbrechung durch den Österreichischen Erbfolgekrieg (1740–1748) wurde der Ausbau jedoch erst 1759 vollendet. Der zweigeschossige Festsaal liegt im ersten Stock des Mittelpavillons. Durch die Ausrundung der Ost- und Westwand ist der Grundriss des Saales der im Spätbarock beliebten Ovalform angenähert. Große Fenster im Osten und Westen sorgen für die helle und gleichmäßige Belichtung des Saales. Der reiche Rokoko-Stuck stammt von dem Straubinger Stuckateur und Bildhauer Mathias Obermayr. Das Deckenfresko mit dem beginnenden Jüngsten Gericht und Allegorien der Tugenden wurde 1755 von Martin Speer geschaffen.
Im 19. Jahrhundert wurde der Saal in eine Kirche für das Seminar des Klosters umgewandelt. Dabei wurden die ursprünglichen Wandbilder entfernt und durch neue religiöse Bilder im Geschmack der Zeit ersetzt. Außerdem wurde im Westen eine Empore mit Orgel eingebaut. Die Restaurierung nach dem Zweiten Weltkrieg beseitigte die Veränderungen des 19. Jahrhunderts und bemühte sich um eine weitgehende Wiederherstellung des barocken Zustandes.

### Bautätigkeit im Umfeld des Klosters
- Uttobrunn: 1699/1701 unter Abt Benedikt Ferg Errichtung des Wallfahrtskirchleins
- Loh: 1689 bis 1714 unter den Äbten Benedikt Ferg und Roman Märkl Neubau der Wallfahrtskirche zum Heiligen Kreuz durch Giovanni Antonio Viscardi; 1768 bis 1772 unter den Äbten Adalbert Tobiaschu und Lambert Kraus prunkvolle Neugestaltung des Kircheninneren durch die Münchner Hofkünstler Christian Wink (Fresken und Altarbilder) und Franz Xaver Feuchtmayer (Stuckaturen und Altäre).
- Michaelsbuch: 1727 unter Abt Roman Märkl Beginn des barocken Neubaus der Pfarrkirche (Fresken von Joseph Anton Merz und Stuckaturen des Mettener Laienbruders Albert Bärtl); nach Bauunterbrechung wegen des Österreichischen Erbfolgekrieges erst 1751 vollendet (Seitenaltäre von Joseph Deutschmann und Altarblätter von Martin Speer); 1763/1764 Errichtung eines Neuen Hochaltars durch Christian Jorhan den Älteren; Vollendung des Pfarrhauses erst 1795 unter Abt Cölestin Stöckl
- Stephansposching: ab 1739 unter Abt Augustinus II. Ostermayer barocker Neubau der Pfarrkirche (1891 abgerissen und durch den heute bestehenden Bau ersetzt)
- Rettenbach (Deggendorf): 1752 bis 1757 unter Abt Adalbert Tobiaschu barocker Neubau der Kirche mit Altären von Joseph Deutschmann und Christian Jorhann sowie Fresken von Christian Wink.
- Neuhausen (heute Ortsteil der Gemeinde Offenberg): barocker Turm der Pfarrkirche St. Vitus
- Schloss Himmelberg: 1757 unter Abt Adalbert Tobiaschu Neubau des Sommerhauses mit der Pauluskapelle auf dem Himmelberg; Stuckaturen im Festsaal von Johann Baptist Modler (oder einem anderen Mitglied der Familie); Altar in der Kapelle von Joseph Deutschmann, Altarbild und Fresken von Martin Speer

### Campus der Technischen Hochschule Deggendorf
Bis etwa 2029 soll der derzeit ungenutzte Ökonomiehof von 1628 für die fünf Kilometer entfernte Technischen Hochschule Deggendorf umgebaut werden, die hier einen Campus für 1400 Studenten im Gesundheitsbereich aufbauen will. 2022 wurde bekannt, dass der Freistaat Bayern rund 47 Millionen Euro in das Vorhaben investiert.

## Äbte von Metten

### Von der Gründung bis zum Ende der benediktinischen Anfangszeit (ca. 766–900)
Die spätere Inanspruchnahme von Kaiser Karl dem Großen als Gründer und die damit verbundene Datierung der Gründung an den Anfang des 9. Jahrhunderts bedingte auch eine Änderung der Liste der Äbte. Der Beginn der Amtszeit des ersten Abtes Utto wurde mit dem Jahr 801 angegeben und der seines „Nachfolgers“ mit dem Jahr 829. Utto von Metten ist jedoch bereits im letzten Drittel des 8. Jahrhunderts bezeugt, so in der Namensliste einer Gebetsverbrüderung genannt, die als Anhang zu den Canones der bayerischen Synode von Dingolfing (wahrscheinlich 770) überliefert ist, sowie im Salzburger Verbrüderungsbuch (im Jahr 784). Damit fehlen gesicherte Namen und Daten für die ersten Nachfolger Uttos als Abt von Metten vom Ende des 8. Jahrhunderts bis in die 830er Jahre.
- Utto, um 770/784 (vielleicht 766–794)
- Opportunus (unsicher; vielleicht 794/95–809)
- Wolfram (unsicher; vielleicht 809–814)
- Emicho (unsicher; vielleicht 817–829)
- Nithart (Nidhard), um 837/850 (vielleicht 829–853)
- Wippo I., um 858 (vielleicht 853–864)
- Lantbert (Landperd) oder Landpret, um 880 (vielleicht 865–891)

### Zeit der Kommendataräbte und dann der Kanoniker (900–1157)
Kloster Metten hatte unter Karl dem Großen das Recht der freien Abtwahl erhalten. Dies findet ein Ende mit der Übertragung Mettens als Kommende an den königlichen Hofkaplan Richer (Ruger) im Jahr 891; ihm folgen eine Reihe weiterer Kommendataräbte. Im 11. Jahrhundert entsprachen die Lebensgewohnheiten der Geistlichen in Metten nicht mehr den Vorstellungen der gleichzeitigen benediktinisch-monastischen Reformen, so dass die Überlieferung davon spricht, dass Kanoniker an die Stelle der Mönche traten. Die für diese Zeit überlieferten Namen der Klostervorsteher (vor allem nach Wippo II.) sind nur teilweise gesichert, da die spätere „benediktinische“ Hausüberlieferung daran nur wenig Interesse hatte. Die Annahme, dass Bischof Gerhard von Passau (932–946) zuvor Abt in Metten war, lässt sich mit der aus der Überlieferung rekonstruierten Liste nicht vereinbaren. Nach Gebehard fehlen Namen von Klostervorstehern bis nach der Mitte des 12. Jahrhunderts.
- Richer (oder Ruger; eventuell identisch mit Richard von Passau), um 892/893/902 (vielleicht 891–899/902)
- Nithart II. (vielleicht 899/02–904)
- Wippo II. (vielleicht 904–913)
- Adalhard (vielleicht 914–935)
- Walther (vielleicht 936–952)
- Eberhard (vielleicht 952–976)
- Hethard (vielleicht 976–1001)
- Wolfram II. (vielleicht 1002–1039)
- Gerbert (vielleicht 1030–1056)
- Dietmar I. (vielleicht 1057–1078)
- Dietmar II. (vielleicht 1079–1092)
- Gebehard (vielleicht 1092–1109)

### Von der benediktinischen Wiederbesiedlung bis zur Säkularisation (1157–1803)
Auf Veranlassung von Herzog Heinrich II. Jasomirgott wurden in Kloster Metten um die Mitte des 12. Jahrhunderts Reformen durchgeführt; seit dieser Zeit ist Metten eindeutig (wieder) als Benediktinerkloster anzusehen.
- Gerbert (auch Berbert), um 1178/88 (vielleicht 1158–1188)
- Leopold (vielleicht 1181–1203)
- Rudiger (II.), aus dem Kloster Niederalteich (vielleicht 1185–1203/1225)
- Friedrich I. (vielleicht 1226)
- Bernold, um 1239/40 (vielleicht 1226–1242)
- Albert I., aus dem Kloster Sankt Emmeram in Regensburg, um 1242–1268; Wiederaufbau des durch einen Brand zerstörten Klosters (Weihe der Klosterkirche 1264)
- Friedrich II. von Heidenheim, aus dem Kloster Sankt Emmeram in Regensburg, 1274/1275 Resignation als Abt von Metten, 1282–1286 Abt von Kloster Scheyern
- Konrad (I.), seit 1274/5 (ob Konrad nach der Resignation von Abt Albert I. das Kloster Metten als Abt oder nur als Administrator leitete, ist ungewiss)
- Heinrich Stoero, aus dem Kloster Niederalteich, wohl 1280–1287
- Konrad (II.) von Auerbach, aus dem Kloster Niederalteich, 1287–1297
- Ulrich I., aus dem Kloster Niederalteich, 1297–1317 (starb 1317 in Bologna)
- Ulrich II., 1317–1319
- Albert II. der Egker, 1319–1348
- Ulrich III. Krotzer von Egk, 1349–1382 (resigniert)
- Altmann von Degenberg, 1382–1388
- Petrus I., aus dem Kloster Oberalteich, 1388–1427, Einführung der Melker Reform in Metten
- Andreas I., 1427–1435
- Andreas II., 1435–1446; erhielt 1439 vom Konzil von Basel (später fortgeführt in Ferrara bzw. Florenz) das Recht der Pontifikalien
- Petrus II. Vältl, 1446–1459, Beginn des Umbaus der romanischen Klosterkirche
- Johannes I. Höpfl, 1459–1479, Vollendung der gotischen Klosterkirche
- Pankratius Kammerer, 1479–1495; am Ende seiner Amtszeit wurde auf Betreiben des Bischofs von Regensburg Cyriacus Prucker aus Kloster Reichenbach am Regen als Administrator in Metten eingesetzt und mit der Einführung der Kastler Reform im Kloster betraut (1492); Cyriacus Prucker blieb auch nach dem Tod von Abt Pankratius zunächst Administrator von Kloster Metten (1502 wurde er Abt von Kloster Frauenzell)
- Oswald I. Mayr, 1496–1515; eventuell Studium an der Universität Leipzig (1467); die auf die Mettener Series Abbatum zurückgehende Annahme, ab 1503 habe ein anderer Oswald bis 1515 dem Kloster vorgestanden, ist historisch wohl nicht zutreffend
- Wolfgang I. Altmann, 1515–1525
- Wolfgang II. Häberl, 1526–1535
- Karl Dorn, 1535–1537
- Leonhard Artmayr, 1537–1542; nach dem Tod des Abtes Administration des Klosters durch den Prior Andreas Althaymer und den Klosterrichter Maulinger
- Johannes II. Edmayr (Ödmayer), 1544–1548
- Oswald II. Mayr (Marius), 1548–1569, Errichtung neuer Wirtschaftsgebäude
- Sebastian Kastner, aus dem Kloster Niederalteich, 1569–1577; nach dem Tod des Abtes bis 1581 Verwaltung des Klosters durch verschiedene, teils auswärtige Administratoren; geistlicher und wirtschaftlicher Niedergang des Klosters infolge der Reformation
- Markus Besch, aus dem Kloster Sankt Ulrich in Augsburg, 1581–1592; auf Betreiben des bayerischen Herzogs zur Reform des Klosters gewählt; er war bereits seit 1580 Administrator in Kloster Mallersdorf (dieses Amt behielt er bis 1587); die Chronik des Klosters Metten lobt ihn als Gelehrten und Förderer der Wissenschaft; nach dem Tod des Abtes bis 1593 Administration des Klosters Metten durch den Prior Sebastian Schnell
- Ägid (Egidius) Hiebl, 1593–1595
- Andreas III. Eckler, aus dem Kloster Tegernsee, 1595
- Johannes II. Nablas, aus dem Kloster Sankt Emmeram in Regensburg, 1595–1628; seit 1623 auch Abt in Sankt Emmeram
- Johannes Christoph Guetknecht, 1628–1645; in seiner Amtszeit hatte das Kloster schwer unter den Folgen des Dreißigjährigen Krieges zu leiden (1633 Plünderung des Klosters; 1634 zehn Konventualen sterben an der Pest; 1641 Flucht von Abt und Konvent, erneute Verwüstung des Klosters)
- Maurus Lauter, 1645–1650 (resigniert)
- Augustin I. Gerlstötter, 1651–1658; in Kloster Aldersbach verstorben und dort begraben
- Johannes Jakob Schleich, 1658–1668
- Roman I. Schäffler, 1668–1686
- Benedikt I. Ferg, 1686–1706
- Roman II. Märkl, 1706–1729 (resigniert; † 1744); barocker Umbau von Klosterkirche und Bibliothek; Anlage der Series Abbatum von Metten für die Zeit von 1650 bis 1744
- Benedikt II. Höld, 1729–1730
- Augustinus II. Ostermayer, 1730–1742; Erbauer des Ostflügels des großen Klosterhofes mit dem Festsaal; starb auf der Flucht vor den Panduren in Stephansposching; nach dem Tod des Abtes bis 1744 Administration durch den Prior Maurus Däxner
- Columban Gigl, 1744–1752
- Adalbert Tobiaschu, 1752–1770 (resigniert; † 1771); Abschluss der Arbeiten am Festsaal des Klosters
- Lambert Kraus, 1770–1790; Blüte der Musikpflege im Kloster, zugleich aber steigende Verschuldung des Klosters infolge hoher Steuern und wenig sorgsamer Wirtschaftsführung des Abtes
- Cölestin Stöckl, 1790–1803; letzter Abt des Klosters vor der Säkularisation († 1807); geschickter Ökonom, dem es gelang, die ihm von seinem Vorgänger hinterlassenen Schulden abzubauen und die Wirtschaft des Klosters zu sanieren (Ausbau der Brauerei); sein Bemühen wurde durch die Aufhebung des Klosters zunichtegemacht

### Prioren nach der Wiedererrichtung 1830
- 1830–1836 Ildephons Nebauer, 1788 Profess in Kloster Andechs
- 1837–1838 Rupert Leiß, 1838 Propst und ab 1843 erster Abt des wiedererrichteten Klosters Scheyern
- 1838–1840 Gregor Scherr, ab 1840 erster Abt nach der Wiedererrichtung

### Äbte seit 1840

Abt Wolfgang Maria Hagl, Abt von 1989 bis 2023

- 1840–1856 Gregor Scherr, danach Erzbischof von München und Freising
- 1856–1884 Utto II. Lang, 1858–1870 erster Präses der wiedererrichteten Bayerischen Benediktinerkongregation; in seiner Funktion als Präses 1869 Teilnahme am Ersten Vatikanischen Konzil.
- 1884–1898 Benedikt III. Braunmüller, 1885–1891 Präses der Bayerischen Benediktinerkongregation
- 1898–1905 Leo Mergel, danach Bischof von Eichstätt
- 1905–1929 Willibald Adam, nach seiner Resignation Spiritual im Benediktinerinnenkloster Frauenchiemsee († 1935)
- 1929–1966 Corbinian Hofmeister
- 1966–1971 Augustinus III. Mayer, 1970–1971 Präses der Bayerischen Benediktinerkongregation 1968–1971, Vorsitzender des Salzburger Äbtekonferenz; ab 1972 Kurienerzbischof, ab 1985 Kardinal
- 1971–1989 Emmeram Geser, nach seiner Resignation zunächst Lehrer am Gymnasium und anschließend Spiritual im Kloster Mallersdorf
- 1989–2023 Wolfgang Maria Hagl
- 2023–0000 Athanasius Berggold

## St.-Michaels-Gymnasium der Benediktiner Metten

### Geschichte
Neben der Rodung und Kolonialisierung widmeten sich die Mettener Mönche von Anfang an auch der Erziehung und dem Unterricht. Bis zur Säkularisation (1803) bestand im Kloster ein Seminar für Sängerknaben. König Ludwig I. hatte dem Kloster bei der Wiedererrichtung 1830 den Auftrag gegeben, eine Lateinschule einzurichten. Mit dem Schuljahr 1831/32 wurden zwei Klassen für Lateinunterricht eingerichtet, 1834 folgte eine dritte Klasse. Bereits 1835 wurde die Schule jedoch durch das bayerische Kultusministerium wieder aufgelöst, denn die Lehrkräfte unter den Mettener Konventualen sollten der Schule der als Zentralkloster geplanten Abtei St. Stephan in Augsburg zugewiesen werden.
Im Herbst 1837 konnte die Schule in Metten als Lateinschule wiedereröffnet werden. Daraus entwickelte sich in den folgenden Jahren ein Gymnasium (seit dem Schuljahr 1847/48) mit angegliedertem Internat. Im Schuljahr 1839/40 wurde neben dem bestehenden Seminar ein zweites Seminar eröffnet, in dem gegen ein niedrigeres Pensionsgeld Kinder minderbemittelter Eltern unterrichtet werden sollten. Erneute Probleme ergaben sich, als im Jahr 1840 Mettener Mönche auf Befehl des bayerischen Königs in München das königliche Erziehungsinstitut Hollandeum und 1842 auch das damit verbundene Ludwigsgymnasium übernehmen mussten; das dafür nötige Personal fehlte nun in Metten. Dennoch ging in Metten der Aufbau der Schule kontinuierlich voran. Im Herbst 1844 wurde der jungen Lateinschule auf Bitten des Regensburger Bischofs Valentin Riedel ein Bischöfliches Knabenseminar zur Heranbildung künftiger Diözesanpriester angegliedert (ein sogenanntes „Kleines Seminar“). Die erste Reifeprüfung (Abitur) in Metten fand 1851 statt. Im gleichen Jahr erhielt das Gymnasium die Erlaubnis, auch Unterricht in den naturwissenschaftlichen Fächern einzuführen. Dazu wurde mit dem Aufbau einer umfangreichen naturwissenschaftlichen und physikalischen Sammlung begonnen. Ab dem Jahr 1869 wurde das Mettener Gymnasium als kirchliche Einrichtung durch den Kulturkampf schwer belastet. 1891 wurde zusätzlich zu den bereits bestehenden Seminarien ein eigenes Ordensseminar („Scholastikat“) für die Ausbildung und Förderung von Nachwuchs für das Kloster eingerichtet.
Auf Befehl der nationalsozialistischen Machthaber durfte das Gymnasium bereits für das Schuljahr 1938/39 keine neuen Schüler mehr aufnehmen. Am 31. März 1939 musste das Gymnasium auf staatliche Anordnung hin geschlossen werden. Nach dem Ende des Zweiten Weltkriegs konnte man bereits am 21. März 1946 Gymnasium und Internat wiedereröffnen (nun ohne Bischöfliches Knabenseminar und ohne ein eigenes Ordensseminar).
2017 wurde das Internat des Klosters geschlossen.

### Profil
Seit 1969 besuchen auch Mädchen das nunmehr humanistisch-neusprachliche Gymnasium. Das St.-Michaels-Gymnasium ist heute eine staatlich anerkannte Schule und Mitglied im 1982 gegründeten „Katholischen Schulwerk in Bayern“. Seit 1877 unterrichten neben den Mönchen der Abtei auch weltliche Lehrer am St.-Michaels-Gymnasium.
Seit dem Schuljahr 2010/11 gibt es in Metten auch einen naturwissenschaftlichen Zweig ab der 8. Klasse. Damit darf sich die Schule nun als humanistisches, neusprachliches und naturwissenschaftliches Gymnasium bezeichnen.
Die Sprachenfolge beginnt in Klasse 5 mit Latein, in der 6. Klasse folgt Englisch und kann in der 8. Klasse mit Französisch oder Altgriechisch fortgesetzt werden.
Zur Kontaktpflege mit den ehemaligen Schülerinnen und Schülern (Altmettenerinnen und Altmettener) gibt das Kloster seit dem Schuljahr 1926/27 die Hauszeitschrift „Alt und Jung Metten“ heraus, die derzeit in zwei Heften pro Jahrgang erscheint.
Seit 2003 ist das Gymnasium einer der Veranstaltungsorte der Deutschen Schüler-Akademie.

### Gewalt- und Missbrauchsfälle
Im März 2010 berichteten Medien über sexuellen Missbrauch und Körperverletzung von Schülern durch geistliche Lehrkräfte auch an der Mettener Klosterschule und im Internat, die seit den 1960er- bis in die 2000er-Jahre begangen und gar nicht oder nur unzureichend geahndet wurden. Der Abt des Klosters äußerte 2010 dazu: „Bei uns gibt es für Ungerechtigkeiten, die Schülern widerfahren sind, keine Verjährung.“

### Rektoren und Direktoren des Gymnasiums
- P. Willibald Freymüller OSB, 1848–1871
- P. Matthäus Lipp OSB, 1871–1891
- P. Godehard Geiger OSB, 1891–1918
- P. Leander Schönberger OSB, 1918–1939
- P. Willibald Weber OSB, 1946–1963
- P. Anselm Wimmer OSB, 1963–1980
- P. Rupert Fischer OSB, 1980–2001
- Walter Matl, 2001–2005
- P. Erhard Hinrainer OSB, 2005–2023[12]
- Sebastian Liebl, seit 2023[13]

## Persönlichkeiten aus Kloster und Schule

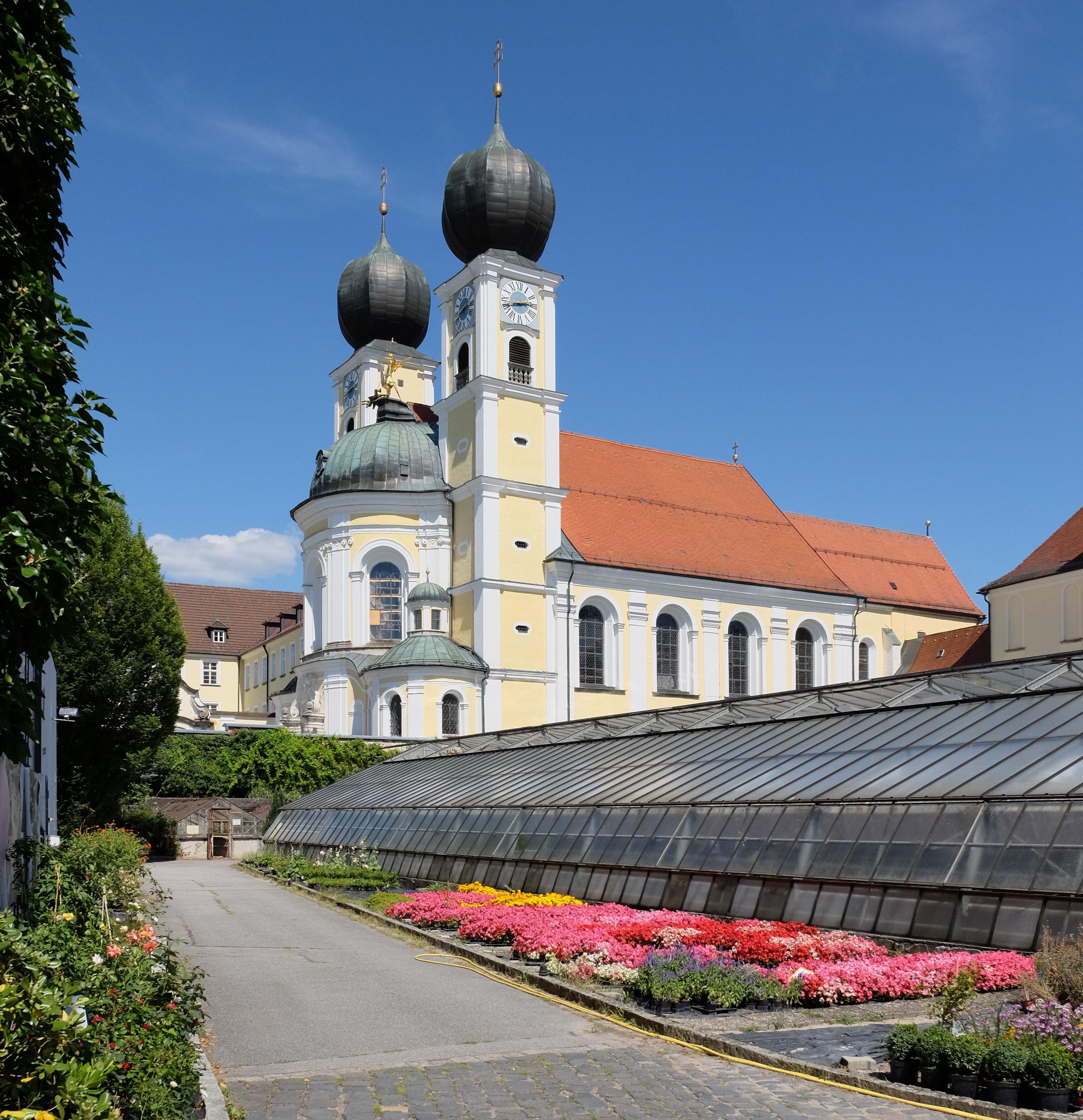
Klosterkirche Metten

- Innocenz Deixlberger OSB (1701–1776), Mönch der Abtei; Theologe und Philosoph an der Universität Salzburg
- Lambert Kraus OSB (1728–1790), Abt von Metten; bedeutender Komponist
- Leonhard Gruber (Abbé Gruber), war zunächst als Mönch der Abtei Professor der Philosophie in Metten und Salzburg; Studium der Astronomie; 1769/70 Austritt aus dem Kloster und Übertritt in den Weltpriesterstand; danach unter anderem Tätigkeit als Lehrer in Wien
- Amand Steigenberger OSB (1741–1808), Mönch der Abtei; Musikdirektor im Kloster und Komponist
- Gregor Geyer OSB (1742–1772), Mönch der Abtei; Herausgeber der Urkunden des Klosters Metten und des Klosters Reichenbach in den Monumenta Boica, Mitglied der Bayerischen Akademie der Wissenschaften
- Godehard Kufner OSB (1743–1792), Mönch der Abtei; Lehrer für Kirchenrecht, Mathematik und Physik
- Johann Baptist Sternkopf OSB (1753–1806), Mönch der Abtei; Musikdirektor, Organist und Komponist
- Johannes Evangelist Elger OSB (1756–1828), Mönch der Abtei; Pionier der modernen Botanik in Bayern, Verfasser der Flora Bavarica
- Anselm Rixner OSB (1766–1838), bis zur Säkularisation Mönch der Abtei; Theologe und Philosoph
- Maurus Gandershofer OSB (1780–1843), bis zur Säkularisation Mönch der Abtei; Bibliothekar und Historiker
- Rupert Leiß OSB (1795–1872), Mönch der Abtei; Propst (ab 1838), erster Abt des wiedererrichteten Klosters Scheyern (ab 1842)
- Benno Johann Josef Müller OSB (1803–1860), vor seinem Eintritt in Metten (1838) Professor für Exegese/Bibelwissenschaft an den Universitäten Gießen und Breslau
- Gregor von Scherr OSB (1804–1877), Abt von Metten (1840–1856); Erzbischof von München und Freising (1856–1877)
- Bonifaz Wimmer OSB (1809–1887), Mönch der Abtei; Gründer der Erzabtei St. Vincent in Pennsylvania (USA) und des benediktinischen Mönchtums in den USA
- Lucas Schraudolph OSB (1812–1863), Mönch der Abtei; Maler, Bruder der bedeutenden Historienmaler Johann und Claudius Schraudolph
- Rupert Mittermüller OSB (1814–1893), Mönch der Abtei; Historiker, Verfasser einer Geschichte des Klosters Metten, Lehrer am Gymnasium
- Thomas Bauer OSB (1821–1893), Mönch der Abtei; Student am Collegium Germanicum in Rom; vor seinem Eintritt Professor der Moraltheologie und Dogmatik in Passau
- Utto Kornmüller OSB (1824–1907), Mönch der Abtei; Komponist und bedeutender Vertreter des Cäcilianismus
- Antonius von Thoma (1829–1897), Schüler am Gymnasium (Abitur 1848 in Freising); Bischof von Passau (1889), Erzbischof von München und Freising (1889–1897)
- Josef Schlicht (1832–1917), Schüler am Gymnasium; Verfasser von Bayerisch Land und Bayerisch Volk, einer der Väter der bayerischen Volkskunde
- Maximilian Schmidt genannt Waldschmidt (1832–1919), Schüler am Gymnasium (anschließend am Gymnasium in Passau und an der technischen Schule in Hof); bedeutender bayerischer Heimatschriftsteller
- Martin Mauermayr (1833–1907), Abitur am Gymnasium; Bürgermeister von Freising (1869–1899)
- Joseph Lukas (1834–1878), Schüler am Gymnasium; katholischer Priester, Mitglied des Zollparlaments und des bayerischen Landtags
- Andreas Niedermayer (1835–1872), Schüler am Gymnasium; Gründer des katholischen Gesellenvereins in Frankfurt a. M., Administrator der Deutschordenskommende in Frankfurt-Sachsenhausen, Literat und Historiker
- Georg Dengler (1839–1896), Schüler am Gymnasium; Domvikar in Regensburg und Kunstreferent des Bistums
- Michael Haller (1840–1915), Schüler am Gymnasium; Kirchenmusiker und Komponist
- Edmund Schmidt OSB (1844–1916), Mönch der Abtei; Begründer der modernen kritischen Erforschung der Benediktusregel, Schüler und Lehrer am Gymnasium
- Leo Mergel OSB (1847–1932), Abt von Metten (1898–1905); Bischof von Eichstätt (1905–1932)
- Johann Thaler (1847–1920), Schüler am Gymnasium, Mitglied des Deutschen Reichstags (1903–1912)
- Maurus Weingart OSB (1851–1924), Mönch der Abtei; Konventualprior (ab 1903), erster Abt des wiedererrichteten Klosters Weltenburg (ab 1913)
- Beda Adlhoch OSB (1854–1910), Mönch des Klosters und Schüler am Gymnasium; Professor der Philosophie in Rom
- Joseph Auer (1855–1911), Schüler am Gymnasium; Komponist
- Ludwig Kandler (1856–1927), Schüler am Gymnasium (Abitur 1873); Porträt- und Historienmaler
- Michael Doeberl (1861–1928), Schüler am Gymnasium (bis 1880); Professor für Geschichte an der Universität München
- Benno Linderbauer OSB (1863–1928), Mönch der Abtei; führender Experte für die Textgeschichte der Benediktusregel, Lehrer am Gymnasium
- Franz Xaver Glasschröder (1864–1933), Schüler am Gymnasium; Historiker und Archivar
- Franz Seraphim Lederer (1866–1939), Schüler am Gymnasium; Mitglied des Deutschen Reichstags (1913–1918) und des Bayerischen Landtags (1920–1932)
- Philipp Bayer (1868–1902), Schüler am Gymnasium (1881–1887); Mitglied des Deutschen Reichstags (ab 1898)
- Franz Xaver Kiefl (1869–1928), Schüler am Gymnasium (Abitur 1889); Professor für Dogmatik und Rektor an der Universität Würzburg, Domdekan in Regensburg
- Ferdinand Schedlbauer (1869–1952), Schüler am Gymnasium; Mitglied des Deutschen Reichstags (1912–1918)
- Bonifaz Rauch OSB (1873–1949), Mönch der Abtei, Altphilologe, Studienprofessor, Schriftsteller
- Sebastian Schlittenbauer (1874–1936), Schüler am Gymnasium (1887–1894, 1895 Abitur am Neuen Gymnasium in Regensburg); Reichstagsabgeordneter, bayerischer Landtagsabgeordneter und Direktor der Landwirtschaftlichen Zentralgenossenschaft Regensburg
- Eduard Hamm (1879–1944), Schüler am Gymnasium (Abitur am Gymnasium von Sankt Stephan in Augsburg); bayerischer Minister für Handel, Industrie und Gewerbe (1919–1922), Staatssekretär in der Reichskanzlei (1922/23), Reichswirtschaftsminister (1923–1925)
- Aloys Fischer (1880–1937), Schüler am Gymnasium (Abitur 1899); Professor für Philosophie und Pädagogik an der Universität München
- Gregor Klier (1880–1955), Schüler am Gymnasium; bayerischer Agrarpolitiker und Direktor des Oberpfälzer Christlichen Bauernvereins, dann des Kreisverbandes der Oberpfalz des Bayerischen Bauernverbandes
- Wolfgang Prechtl (1883–1964), Schüler am Gymnasium (Abitur 1902); Geistlicher, Mitglied des Bayerischen Landtags (1928–1933 und 1946–1950) und der Verfassunggebenden Landesversammlung, Rottenburger Landrat (1945–1958)
- Josef Achmann (1885–1958), Schüler am Gymnasium (Abitur am Realgymnasium in Regensburg); Maler
- Karl Widmaier (1886–1931), Schüler am Gymnasium (Abitur am humanistischen Gymnasium in Wiesbaden); Künstler, Literat und Komponist
- Angelus Sturm OSB (1886–1968), Mönch der Abtei, Lehrer am Gymnasium; Historiker und Kunstgeschichtler
- Johann Baptist Lehner BGR (1890–1971), Schüler am Gymnasium; Heimatforscher, Domvikar und Diözesanarchivar in Regensburg
- Alfons Maria Zimmermann OSB (1891–1962), Mönch der Abtei, Schüler und Lehrer am Gymnasium; bedeutender Hagiologe
- Hugo Lang OSB (1892–1967), Schüler am Gymnasium (Abitur 1911), Honorarprofessor an der Universität München, Mönch und Abt in Sankt Bonifaz (München)
- Vincenz Müller (1894–1961), Schüler am Gymnasium, Deutscher Offizier der Wehrmacht und der NVA
- Wilhelm Fink OSB (1898–1965), Mönch der Abtei, Schüler und Lehrer am Gymnasium; Historiker des Klosters Metten
- Alois Schmaus (1901–1970), Schüler am Gymnasium; Professor für slawische Philologie und Balkanphilologie an der Universität München
- Beda Thum OSB (1901–2000), Mönch der Abtei; Professor der Philosophie in Rom, Salzburg und Wien
- Edmund Beck OSB (1902–1991), Mönch der Abtei, Schüler und Lehrer am Gymnasium; Professor für biblische Sprachen in Rom, Experte für Ephraem den Syrer
- Karl Forster (1904–1963), Schüler am Gymnasium; Komponist und Domkapellmeister an der Hedwigs-Kathedrale in Berlin
- Johann Maier (1906–1945), Schüler am Gymnasium; Domprediger in Regensburg, Widerstandskämpfer
- Karl Bosl (1908–1993), Schüler am Gymnasium (1918–1927); Historiker und Professor für Bayerische Landesgeschichte an der Universität München
- Ernst Lodermeier (1908–1998), Schüler am Gymnasium (Abitur in Landshut); Jurist und Banker, Träger des Bayerischen Verdienstordens
- Basilius Binder OSB (1910–1947), Mönch der Abtei; Theologe und Professor für Apologetik und Liturgie in Seitenstetten (1939–1943), Professor für Moral in Salzburg (1946–1947)
- Max Ulrich Graf von Drechsel (1911–1944), Hauptmann und ermordeter Widerstandskämpfer vom 20. Juli 1944
- Philipp Held (1911–1993), Schüler am Gymnasium; Mitglied des bayerischen Landtags (1954–1974), bayerischer Justizminister (1966–1974)
- Paul Augustin Mayer OSB (1911–2010), Mönch und Abt in Metten; Titularerzbischof von Satrianum (1972), Kardinalpräfekt der Kongregation für den Gottesdienst und die Sakramentenordnung (1985–1988), Präsident der Päpstlichen Kommission Ecclesia Dei (1988–1991)
- Randolph von Breidbach-Bürresheim (1912–1945), Schüler am Gymnasium (Abitur 1931 am Maximiliansgymnasium München); Jurist, Oberleutnant d.R., Mitglied im Kreis des deutschen Widerstandes vom 20. Juli 1944
- Fritz Goller (1914–1986), Schüler am Gymnasium; Komponist und Kirchenmusiker, Träger des Bundesverdienstkreuzes
- Herbert Blaha (1918–2002), Schüler am Gymnasium; bekannter Thoraxchirurg und Lungenspezialist
- Adalbert Seipolt OSB (1929–2009), Mönch der Abtei; Schüler und Lehrer am Gymnasium (Griechisch, Deutsch, Geschichte), Schriftsteller
- Gerhard Pfohl (1929–2016), Schüler am Gymnasium, Abitur 1948; Medizinhistoriker an der Technischen Universität München
- Odilo Lechner OSB (1931–2017), Schüler am Gymnasium (Abitur 1949); 1964–2003 Abt von St. Bonifaz in München
- Karl-Josef Rauber (1934–2023), Schüler am Gymnasium; päpstlicher Diplomat und Kardinal
- Karl Schlemmer (1937–2013), Schüler am Gymnasium; Liturgiewissenschaftler an der Universität Passau (bis 2002)
- Rupert Fischer OSB (1939–2001), Mönch der Abtei, Schüler, Lehrer und Direktor am Gymnasium; Experte für Gregorianische Semiologie, Mitherausgeber der „Beiträge zur Gregorianik“ (AISCGre)
- Hans Spitzner (* 1943), Schüler am Gymnasium; ehemaliger Landtagsabgeordneter, Staatssekretär in Bayern
- Johannes Pausch OSB (* 1949), Gründer und emeritierter Prior des Benediktinerklosters Gut Aich
- Hans Wolfgang Brachinger (1951–2011), Schüler am Gymnasium; Professor für Wirtschaftsstatistik und Vizerektor an der Universität Freiburg (Schweiz)
- Stephan Haering OSB (1959–2020), Mönch der Abtei, Schüler am Gymnasium; Kirchenrechtler an der Universität München
- Franz Rieger (* 1959), Schüler am Gymnasium; Politiker, Mitglied des Bayerischen Landtags (2008–2023)
- Christoph Goppel, Schüler am Gymnasium; Direktor der Bayerischen Akademie für Naturschutz und Landschaftspflege in Laufen
- Waldemar Kindler, Schüler und Abiturient am Gymnasium; Landespolizeipräsident in Bayern[14][15]
- Markus Willinger (* 1967), Schüler am Gymnasium; Professor für Orgelspiel an der Hochschule für Musik Nürnberg, Diözesanmusikdirektor des Erzbistums Bamberg
- Johannes Hartl (* 1979), Schüler am Gymnasium; Theologe, Philosoph, Buchautor und Influencer; Gründer des Gebetshauses Augsburg
- Anton Schmaus (* 1981), Schüler am Gymnasium;[16] Koch
- Elyas M’Barek (* 1982), Schüler am Gymnasium, Internatsbewohner; Schauspieler (u. a. Fack ju Göhte; Türkisch für Anfänger)